# Tarnès
Tarnès ist eine südwestfranzösische Gemeinde mit 298 Einwohnern (Stand: 1. Januar 2022) im Département Gironde in der Region Nouvelle-Aquitaine. Sie gehört zum Arrondissement Libourne und zum Kanton Le Libournais-Fronsadais.

## Lage
Tarnès liegt etwa 23 Kilometer nordöstlich von Bordeaux und etwa elf Kilometer nordwestlich von Libourne. Umgeben wird Tarnès von den Nachbargemeinden La Lande-de-Fronsac im Norden und Westen, Vérac im Norden und Nordosten, Villegouge im Osten, Lugon-et-l’Île-du-Carnay im Süden und Südosten sowie Cadillac-en-Fronsadais im Südwesten.

## Bevölkerungsentwicklung
| Jahr                       | 1962 | 1968 | 1975 | 1982 | 1990 | 1999 | 2006 | 2020 |
| Einwohner                  | 103  | 94   | 101  | 166  | 201  | 254  | 211  | 324  |
| Quellen: Cassini und INSEE |      |      |      |      |      |      |      |      |

## Sehenswürdigkeiten
- Kirche Saint-Martin, Monument historique seit 1970

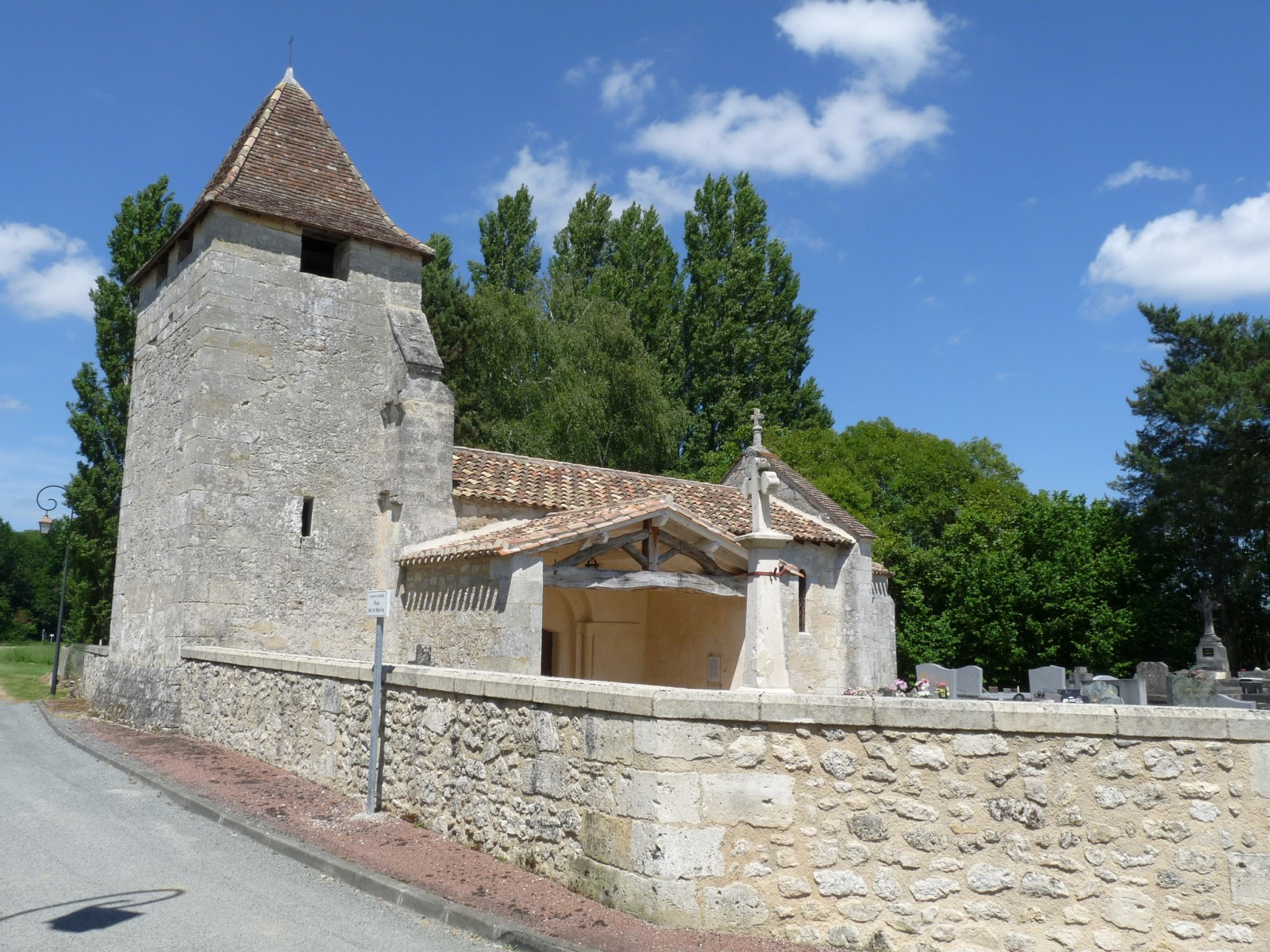
Kirche Saint-Martin

- Lavoir